# Filip Jazvić
Filip Jazvić (n. 22 octombrie 1990, Bugojno, Republica Socialistă Bosnia și Herțegovina, RSF Iugoslavia) este un fotbalist croat, care joacă pe post de atacant la HNK Cibalia în Prva HNL.